# Hersilia impressifrons
Hersilia impressifrons är en spindelart som beskrevs av Baehr 1993. Hersilia impressifrons ingår i släktet Hersilia och familjen Hersiliidae. Inga underarter finns listade i Catalogue of Life.